# مواقع رامسار

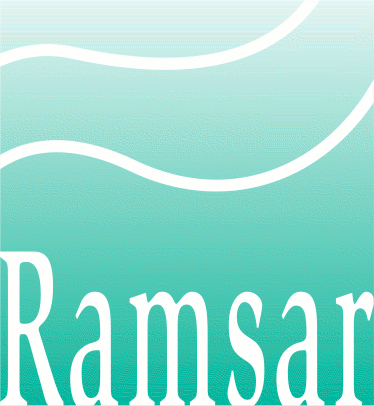

مواقع رامسار هي المواقع التي ذُكرت في اتفاقية رامسار (اتفاقية الأراضي الرطبة ذات الأهمية الدولية وخاصة بوصفها موئلا للطيور المائية) .

## التسمية
وتحمل الإتفاقية اسم مدينة رامسار في إيران .

## أمثله

### مواقع في الجزائر
- شط الشرقي
- شط ملغيغ

### مواقع في تونس
- أرخبيل الكنائس .
- قرقنة .
- سد سيدي البراق .
- شط الجريد .
- جبل بوهدمة .

### مواقع في البحرين
- خليج توبلي .
- جزر حوار .